# Xanthophyllum erythrostachyum
Xanthophyllum erythrostachyum är en jungfrulinsväxtart som beskrevs av François Gagnepain. Xanthophyllum erythrostachyum ingår i släktet Xanthophyllum och familjen jungfrulinsväxter. Inga underarter finns listade i Catalogue of Life.